# Matan Vilnai

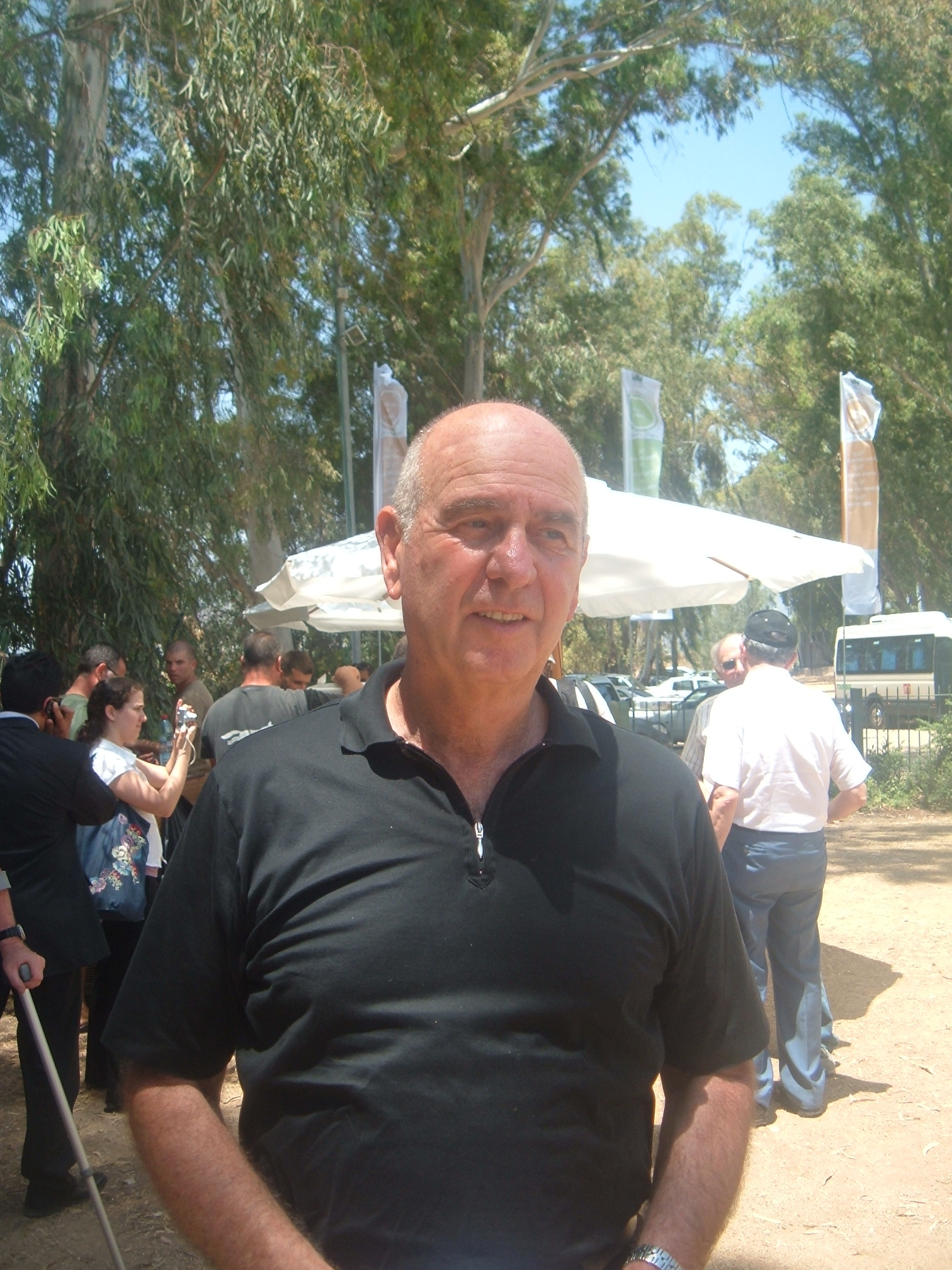
Matan Vilnai, 2008

Matan Vilnai (hebräisch מתן וילנאי; * 20. Mai 1944 in Jerusalem), Sohn von Esther und Ze'ev Vilnai (israelischer Geograph und Autor), ist ein israelischer Politiker und früherer Generalmajor der Israelischen Streitkräfte. 

## Militärische Karriere
Matan Vilnai verfolgte zunächst eine militärische Karriere als Fallschirmjäger der Israelischen Streitkräfte. Als Major nahm er 1976 an der Operation Entebbe teil. Vor seinem Ausscheiden aus den Streitkräften bekleidete er den Dienstrang eines Generalmajors.

## Politische Karriere
1999 wurde er Mitglied der israelischen Arbeitspartei Awoda und für diese sogleich in die Knesset gewählt. Zunächst wurde er Minister für Wissenschaft, Kultur und Sport. Nach sechs Monaten gab er seinen Knessetsitz an Colette Avital ab, behielt aber seinen Ministerposten.
Auch unter der 2001 ins Amt gewählten Regierung, unter Leitung durch die konservative Likud-Partei unter Ariel Sharon, behielt er sein Amt. 2003 wurde er zwar erneut in die Knesset gewählt, verlor aber unter der nun ohne Arbeitspartei gebildeten neuen Regierung sein Ministeramt. Nach erneuter Regierungsbildung 2005 (rechte und rechtsextreme Parteien verließen die Regierung Sharon wegen des sogenannten Konvergenzplans, der die Räumung besetzter palästinensischer Gebiete in Aussicht stellt) wurde er erneut zum Minister berufen, diesmal für Wissenschaft und Technologie.
Für die Wahlen 2006 wollte Vilnai Parteiführer der Arbeitspartei werden, wurde aber von Amir Peretz geschlagen. Dennoch konnte er erneut in die Knesset einziehen und wurde im Juli 2007 zum Stellvertretenden Verteidigungsminister der neugebildeten Regierung unter Ehud Barak berufen. Ab 2009 war er Heimatschutzminister, bis er von Februar 2012 bis Januar 2017 als Botschafter in China tätig war.

### Shoah-Äußerung
Im Zusammenhang mit den massiven Raketenangriffen durch die Hamas aus dem Gazastreifen sagte Vilnai Ende Februar 2008 folgenden Satz: „Wenn die Palästinenser noch mehr Raketen abschießen und deren Reichweite vergrößern, bringen sie sich in die Gefahr einer "Shoah", weil wir alles in unserer Macht stehende tun, uns zu verteidigen“, sagte Vilnai dem Militärrundfunk. Das übliche hebräische Wort für Katastrophe lautet „ason“, während das von Vilnai benutzte Wort „sho'ah“ in Israel heute meist in dafür reservierter Bedeutung den systematischen Völkermord an etwa sechs Millionen Juden Europas in der Zeit des Nationalsozialismus bezeichnet, aber auch noch gelegentlich einfach in der (ursprünglichen) Bedeutung „große Katastrophe“ benutzt wird.